# Limnophora beckeri
Limnophora beckeri är en tvåvingeart som först beskrevs av Stein 1908.  Limnophora beckeri ingår i släktet Limnophora och familjen husflugor. Inga underarter finns listade i Catalogue of Life.